# Fabio Lanzoni
Fabio Lanzoni, ps. Fabio (ur. 15 marca 1959 w Mediolanie) – włoski model i aktor, którego wizerunek znalazł się w latach 80. i 90. na okładkach powieści romansów. W 2016 roku, w wieku 57 lat, otrzymał obywatelstwo amerykańskie.

## Życiorys

### Wczesne lata
Urodził się w Mediolanie w rodzinie rzymskokatolickiej jako syn Saura Lanzoniego, producenta przekładni pasowej przenośników taśmowych i byłej królowej piękności Flory Carnicelli. Ma starszego brata Waltera i młodszą siostrę Christinę (zm. 2013). Wychowany został w wierze katolickiej. Był ministrantem. Mając dwa lata, trafił na duży ekran jako książę Agisander II w wieku niemowlęcym we włoskim filmie przygodowym fantasy Atlas Against na ziemi cyklopów (Maciste nella terra dei ciclopi, 1961) z Gordonem Mitchellem.

### Kariera
Swoją karierę modela rozpoczął w wieku czternastu lat we Włoszech. Po odbyciu dwuletniej służby wojskowej, mając 19 lat, przeniósł się do Nowego Jorku i został przyjęty do agencji Ford Modeling Agency. W 1987 pojawił się na okładce kiczowatej powieści romansie Płomienne serca (Hearts Aflame). W 1988 jako Kuros Doll był bohaterem gry konsolowej NES Iron Sword: Czarownicy i wojownicy 2 (Ironsword: Wizards & Warriors II).
W 1991 roku porzucił Nowy Jork i podobnie jak Sylvester Stallone czy Arnold Schwarzenegger chciał zostać nowym bohaterem kina akcji. W 1992 wynajął Roberta Gottlieba z Agencji Williama Morrisa i pod pseudonimem Fabio znalazł się na okładkach ponad czterystu  książek, kaset wideo czy DVD z gatunku romansideł, m.in. Pirat (Pirate), Rogue, Comanche, Mistrz (Champion, wyd. Avon Books), Wiking (Viking, wyd. HarperCollins Publishers), Tajemnice (Mysterious, wyd. Kensington Publishing Corporation), Niebezpieczni (Dangerous, wyd. Kensington Publishing Corporation) i Dziki (Wild, wyd. Kensington Publishing Corporation).
Pojawił się w roli anioła w horrorze Egzorcysta III (The Exorcist III, 1990) u boku George'a C. Scotta. Można go było także dostrzec w komedii Paula Mazursky'ego Sceny z deptaka (Scenes from a Mall, 1991) z Bette Midler i Woodym Allenem, serialu detektywistycznym Niebezpieczne zakręty (Dangerous Curves, 1992), komedii fantasy Roberta Zemeckisa Ze śmiercią jej do twarzy (Death Becomes Her, 1992) jako ochroniarz tajemniczej kobiety Lisle (Isabella Rossellini), sitcomie ABC Roseanne (1993), serialu Brygada Acapulco (Acapulco H.E.A.T., 1993-94) jako Claudio, sitcomie ABC Krok za krokiem (Step by Step, 1997) z Patrickiem Duffym i Suzanne Somers, komedii fantasy Stary, gdzie moja bryka? (Dude, Where's My Car?, 2000), komedii Bena Stillera Zoolander (2001), operze mydlanej CBS Moda na sukces (The Bold and the Beautiful, 1993, 2002, 2012) w roli przyjaciela Sally Spectry (Darlene Conley) oraz użyczył swojego głosu w serialu animowanym Stripperella (2003) jako Armondo. Zagrał Papieża w filmie Rekinado 5: Efekt płetwarniany (2017).
Nagrał płytę pt. Fabio After Dark (1994). Wystąpił w teledyskach Jill Sobule „I Kissed a Girl” (1995), „Home” jako Gabe Tansley produkcji Flying Frog (2012) i „Miss You In My Sheets” (2021) Trichy Paytas. Był prowadzącym amerykańskiego reality-show My Romance (2005). Wziął udział w reklamach margaryny I Can't Believe It's Not Butter i Wickes Furniture, szczoteczki do zębów Oral-B i kampanii reklamowej marki Old Spice (2011). Jego zdjęcia ukazały się w kalendarzach.
W 2003 zaprojektował własną linię ubrań dla kobiet sprzedawaną w Walmarcie. Napisał książkę oraz nagrał instruktaż z ćwiczeniami dotyczącymi fitnessu. W 2008 otworzył firmę Healthy Planet Vitamins. W 2021  zaprezentował na rynku linię kosmetyków dla mężczyzn.

## Życie osobiste
Jest kawalerem. Przez dziesięć lat był w nieformalnym związku z Sią Barbi (1979–89). Spotykał się także z Shoshanną Lonstein (1990–91), Kristiną Meija (1994) i Larissą Meek (2001). Nie posiada potomstwa.

## Filmografia
| filmy fabularne | filmy fabularne                                                         | filmy fabularne                           | filmy fabularne                                    | filmy fabularne |
| Rok             | Tytuł                                                                   | Rola                                      | Reżyser                                            |                 |
| --------------- | ----------------------------------------------------------------------- | ----------------------------------------- | -------------------------------------------------- | --------------- |
| 1961            | Atlas Against na ziemi cyklopów (Maciste nella terra dei ciclopi)       | książę Agisander II (w wieku niemowlęcym) | Antonio Leonviola                                  |                 |
| 1990            | Egzorcysta III (The Exorcist III)                                       | anioł                                     | William Peter Blatty                               |                 |
| 1991            | Sceny z deptaka (Scenes from a Mall)                                    | przystojniak                              | Paul Mazursky                                      |                 |
| 1991            | Ciężka próba (The Hard Way)                                             | opiekun baru/wykidajło                    | John Badham                                        |                 |
| 1992            | Ze śmiercią jej do twarzy (Death Becomes Her)                           | ochroniarz Lisle                          | Robert Zemeckis                                    |                 |
| 1992            | Big Time Christmas Live                                                 | w roli samego siebie                      | Scott Fellows                                      |                 |
| 1996            | Eddie                                                                   | w roli samego siebie (Cameo)              | Steve Rash                                         |                 |
| 1996            | Szklanką po łapkach (Spy Hard)                                          | w roli samego siebie (Cameo)              | Rick Friedberg                                     |                 |
| 2000            | Stary, gdzie moja bryka? (Dude, Where's My Car?)                        | w roli samego siebie (Cameo)              | Danny Leiner                                       |                 |
| 2001            | Zoolander                                                               | w roli samego siebie (Cameo)              | Ben Stiller                                        |                 |
| 2001            | Balonowy chłopak (Bubble Boy)                                           | Gil/kultowy lider (Cameo)                 | Blair Hayes                                        |                 |
| 2010            | Wielki czas Świąt Bożego Narodzenia (Big Time Christmas, TV)            | w roli samego siebie                      | Savage Steve Holland                               |                 |
| 2011            | Hollywood Sex Wars                                                      | w roli samego siebie (Cameo)              | Paul Sapiano                                       |                 |
| 2014            | Dumbbells: Gorący fit show (Dumbbells)                                  | w roli samego siebie                      | Christopher Livingston                             |                 |
| 2015            | Rycerz pucharów (Knight of Cups)                                        | Fabio                                     | Terrence Malick                                    |                 |
| seriale TV      |                                                                         |                                           |                                                    |                 |
| Rok             | Tytuł                                                                   | Rola                                      | Odcinki                                            |                 |
| 1992            | Niebezpieczne zakręty (Dangerous Curves)                                | mężczyzna na wideo                        | "Killing Rock"                                     |                 |
| 1993            | Brygada Acapulco (Acapulco H.E.A.T.)                                    | Claudio/właściciel hotelu                 |                                                    |                 |
| 1993            | Roseanne                                                                | w roli samego siebie                      | "Guilt by Imagination" (sezon 6, odc. 8)           |                 |
| 1995            | Boogies Diner                                                           | na randce w ciemno Zoyi                   | "Scenes from the Class Struggle at Boogie's Diner" |                 |
| 1997            | Krok za krokiem (Step by Step)                                          | w roli samego siebie                      | "Absolutely Fabio" (sezon 6, odc. 11)              |                 |
| 2002            | Arli$$                                                                  | Carlo Monte                               | "There's No I in Team"                             |                 |
| 2002            | Nagi patrol (Son of the Beach)                                          | w roli samego siebie                      | "Empty the Dragon"                                 |                 |
| 2002            | Moda na sukces (The Bold and the Beautiful)                             | w roli samego siebie                      |                                                    |                 |
| 2003            | Tak, kochanie (Yes, Dear)                                               | w roli samego siebie                      | jeden odcinek (sezon 4, odc. 21)                   |                 |
| 2003            | Stripperella                                                            | Armondo (głos)                            | "You Only Lick Twice"                              |                 |
| 2003            | Moda na sukces (The Bold and the Beautiful)                             | w roli samego siebie                      |                                                    |                 |
| 2005            | Mr. Romance                                                             | w roli samego siebie                      |                                                    |                 |
| 2006            | Szkolny poradnik przetrwania (Ned's Declassified School Survival Guide) | romantyczny facet                         | jeden odcinek                                      |                 |
| 2006            | Bo! In the USA                                                          | w roli samego siebie                      | dwa odcinki                                        |                 |
| 2006            | Guiding Light (The Guiding Light)                                       | dr Heartland                              | 27 kwietnia 2006                                   |                 |
| 2009            | Rob Dyrdek's Fantasy Factory                                            | w roli samego siebie                      | jeden odcinek                                      |                 |
| 2010            | Big Time Rush                                                           | w roli samego siebie                      | 3 odcinki                                          |                 |
| 2010            | Suite Life: Nie ma to jak statek (The Suite Life on Deck)               | kapitan Hawk                              | "Senior Ditch Day"                                 |                 |
| 2010            | Keith Lemon's World Tour                                                | w roli samego siebie                      | jeden odcinek                                      |                 |
| 2011            | Cupcake Wars                                                            | w roli samego siebie                      | jeden odcinek                                      |                 |
| 2012            | Rob Dyrdek's Fantasy Factory                                            | w roli samego siebie, Fabulous Fabio      | jeden odcinek                                      |                 |
| 2012            | Moda na sukces (The Bold and the Beautiful)                             | w roli samego siebie                      |                                                    |                 |
| 2013            | Lemon La Vida Loca                                                      | w roli samego siebie                      | jeden odcinek                                      |                 |
| 2014            | The Birthday Boys                                                       | Edmund                                    | "Snobs and Slobs"                                  |                 |
| 2014            | Simpsonowie (The Simpsons)                                              | w roli samego siebie (głos)               | jeden odcinek                                      |                 |
| 2014            | Almost Royal                                                            | w roli samego siebie                      | jeden odcinek                                      |                 |
| 2014            | Coronation Street                                                       | Fabio                                     |                                                    |                 |
| Teledyski       |                                                                         |                                           |                                                    |                 |
| Rok             | Tytuł                                                                   | Rola                                      | Artysta                                            |                 |
| 1995            | „I Kissed a Girl”                                                       |                                           | Jill Sobule                                        |                 |
| 2012            | „Home”                                                                  | Gabe Tansley                              | Flying Frog Productions                            |                 |
| 2021            | „Miss You in My Sheets”                                                 |                                           |                                                    |                 |